# Ernst Jaakson

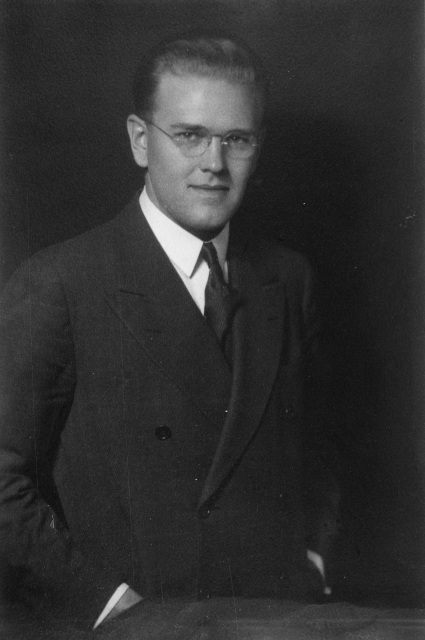
Ernst Jaakson (1937)

Ernst Jaakson (* 11. August 1905 in Riga; † 4. September 1998 in New York) war ein estnischer Diplomat. Von 1965 bis 1993 war er Botschafter Estlands in den USA.
Jaakson studierte zunächst Jura an der Universität von Riga, später in Tartu und an der Columbia University in New York Wirtschaftswissenschaften. Als Estland 1919 seine Unabhängigkeit erlangte, begann er als  Mitglied der estnischen Gesandtschaft im Nachbarland Lettland seine Karriere im auswärtigen Dienst. Von 1929 bis 1932 war er Sekretär des estnischen Konsulats in San Francisco, 1932 wurde er auf den Konsulposten in New York berufen.
Nachdem die Sowjetunion 1940 völkerrechtswidrig Estland, Lettland und Litauen besetzt hatte, erkannten die USA die Annexion des Baltikums gemäß der Hoover-Stimson-Doktrin nicht an und führten formal die diplomatischen Beziehungen mit den de facto erloschenen Staaten fort. 1965 trat Jaakson die Nachfolge des verstorbenen Johannes Kaivs als Botschafter Estlands in Washington an und blieb es bis zum Zusammenbruch der Sowjetunion und der erneuten Unabhängigkeit Estlands 1991. Jaakson war so bald das dienstälteste Mitglied des diplomatischen Korps und war nach dem Anciennitätsprinzip dessen Vorsitzender. Während die Vertreter der baltischen Länder als „Diplomaten ohne Land“ oft Spott ausgesetzt waren, wurde Jaakson wegen seines Führungsstils allenthalben geachtet. Tatsächlich war Jaakson zeit seines Wirkens  in einer staatsrechtlich schwierigen Position; so weigerte er sich, die 1953 in Oslo von August Rei gebildete Exilregierung anzuerkennen, und betrieb die Lobbyarbeit für Estland in Eigenregie.
Nach der Unabhängigkeit Estlands wurde er von der neuen, nun souveränen estnischen Regierung offiziell als Botschafter in den USA bestätigt und zugleich zum Vertreter Estlands bei den Vereinten Nationen ernannt. Von 1993 bis zu seinem Tod 1998 war er Konsul Estlands in New York. 
Mit insgesamt 79 Jahren im auswärtigen Dienst war Jaakson damit vermutlich der am längsten tätige Diplomat seiner Zeit; in dieser Zeit wurde er zu einer Symbolfigur des estnischen Unabhängigkeitswillens. 1995 veröffentlichte er seine Autobiografie Eestile (dt. „Für Estland“), das auch gute Einblicke in die Diplomatie des Kalten Krieges eröffnet.
Am 1. Oktober 1998 wurde ihm zu Ehren die Ernst-Jaakson-Stiftung gegründet, die es sich zum Ziel gesetzt hat, die Erinnerung an den hervorragenden estnischen Diplomaten Ernst Jaakson zu erhalten und die Selbständigkeit Estlands zu sichern. Die Stiftung verleiht Stipendien zum Studium der internationalen Beziehungen und zeichnet gebildete und verantwortungsvolle Staatsbeamte aus. Der Schirmherr der Stiftung ist der Staatspräsident.